# Pachylioides
Pachylioides is een geslacht van vlinders uit de onderfamilie Macroglossinae van de familie pijlstaarten (Sphingidae).

## Soorten
- Pachylioides resumens (Walker, 1856)